# Hynhamia cornutia
Hynhamia cornutia är en fjärilsart som beskrevs av Brown 1990. Hynhamia cornutia ingår i släktet Hynhamia och familjen vecklare. Inga underarter finns listade i Catalogue of Life.